# Петро-Миколаївка
Петро́-Микола́ївка — село в Україні, у Лутугинській міській громаді Луганського району Луганської області.
Населення становить 157 осіб. З 2014 року є окупованим.

## Історія
12 червня 2020 року, відповідно до Розпорядження Кабінету Міністрів України № 717-р «Про визначення адміністративних центрів та затвердження територій територіальних громад Луганської області», увійшло до складу Лутугинської міської територіальної громади.
19 липня 2020 року, в результаті адміністративно-територіальної реформи та ліквідації  Лутугинського району, увійшло до складу новоутвореного Луганського району.

## Відомі люди
Уродженцем села є М. І. Обідняк (1926-2008) - Герой Радянського Союзу.